# Пилипоны (Петриковский район)
Пилипоны (бел. Піліпоны) — деревня в Лясковичском сельсовете Петриковского района Гомельской области Беларуси.
На юге, севере и западе граничит с лесом.

## География

### Расположение
В 28 км на северо-запад от Петрикова, 14 км от железнодорожной станции Копцевичи (на линии Лунинец — Калинковичи), 224 км от Гомеля.

## Транспортная сеть
Транспортные связи по просёлочной, затем автомобильной дороге Житковичи — Петриков. Планировка состоит из прямолинейной меридиональной улицы, к которой с запада присоединяется короткая улица с переулком. Застройка деревянная усадебного типа.

## История
Основана в начале XX века переселенцами из соседних деревень. Наиболее активная застройка приходится на 1920-е годы. В 1931 году организован колхоз. Во время Великой Отечественной войны 18 жителей погибли на фронте. Согласно переписи 1959 года в составе совхоза «Бринёв» (центр — деревня Бринёв).

## Население

### Численность
- 2004 год — 26 хозяйств, 39 жителей.

### Динамика
- 1925 год — 26 дворов.
- 1959 год — 272 жителя (согласно переписи).
- 2004 год — 26 хозяйств, 39 жителей.